# 藥房

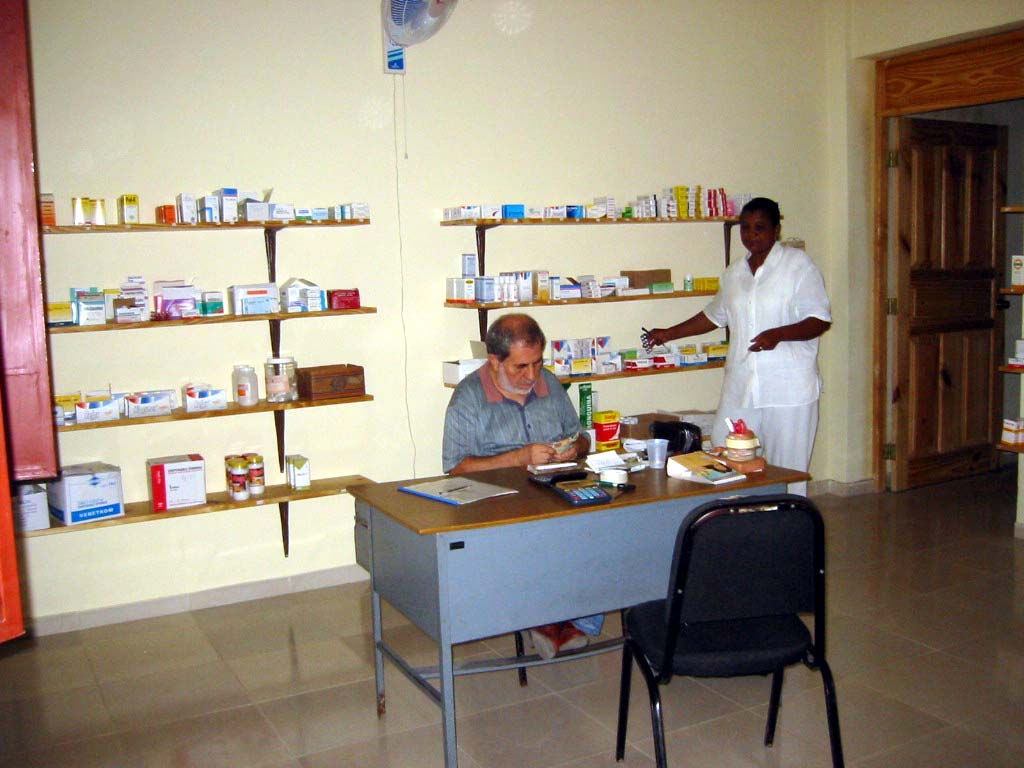
位於多明尼加的藥房

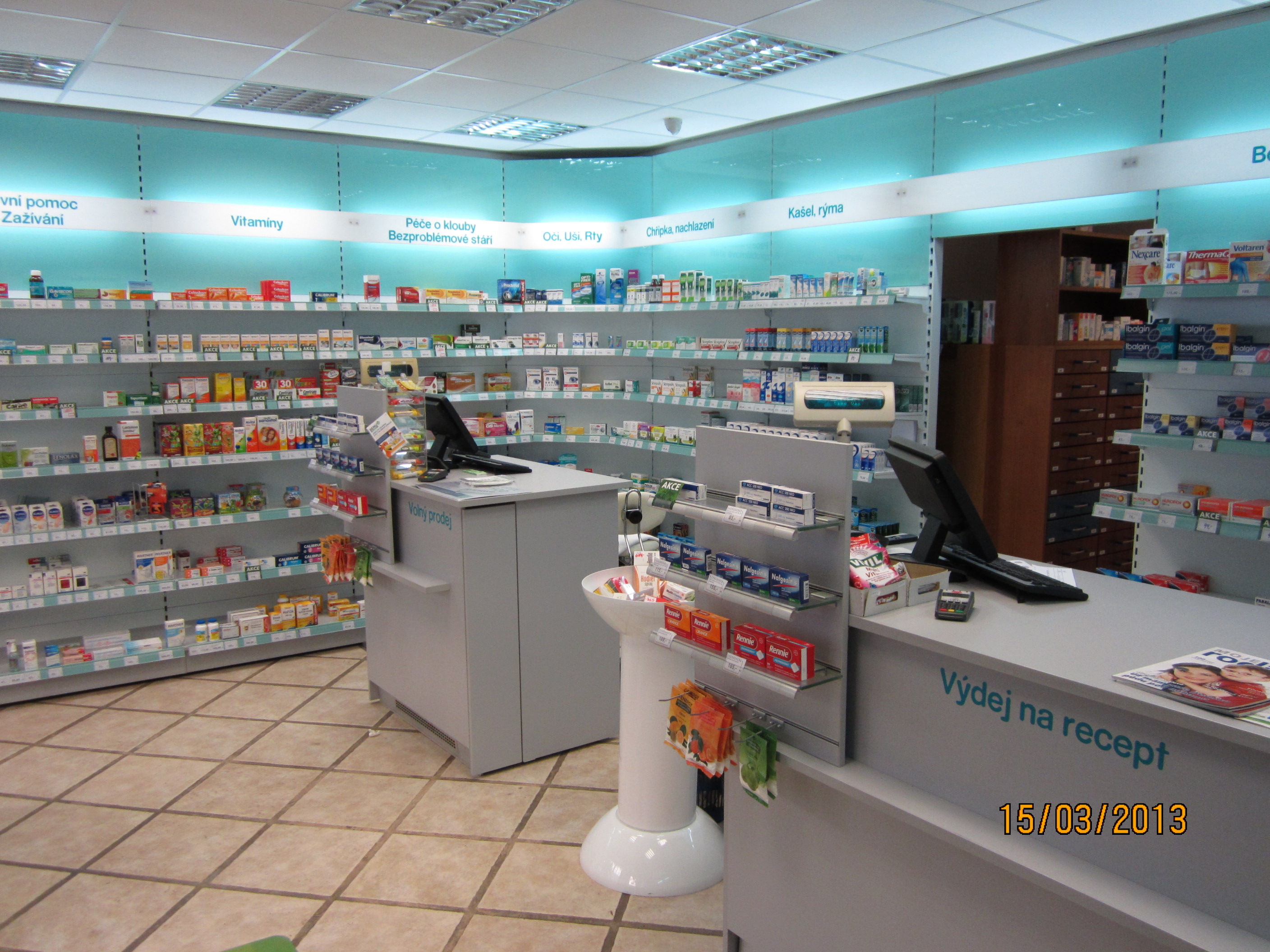
布拉格一間藥局的內部

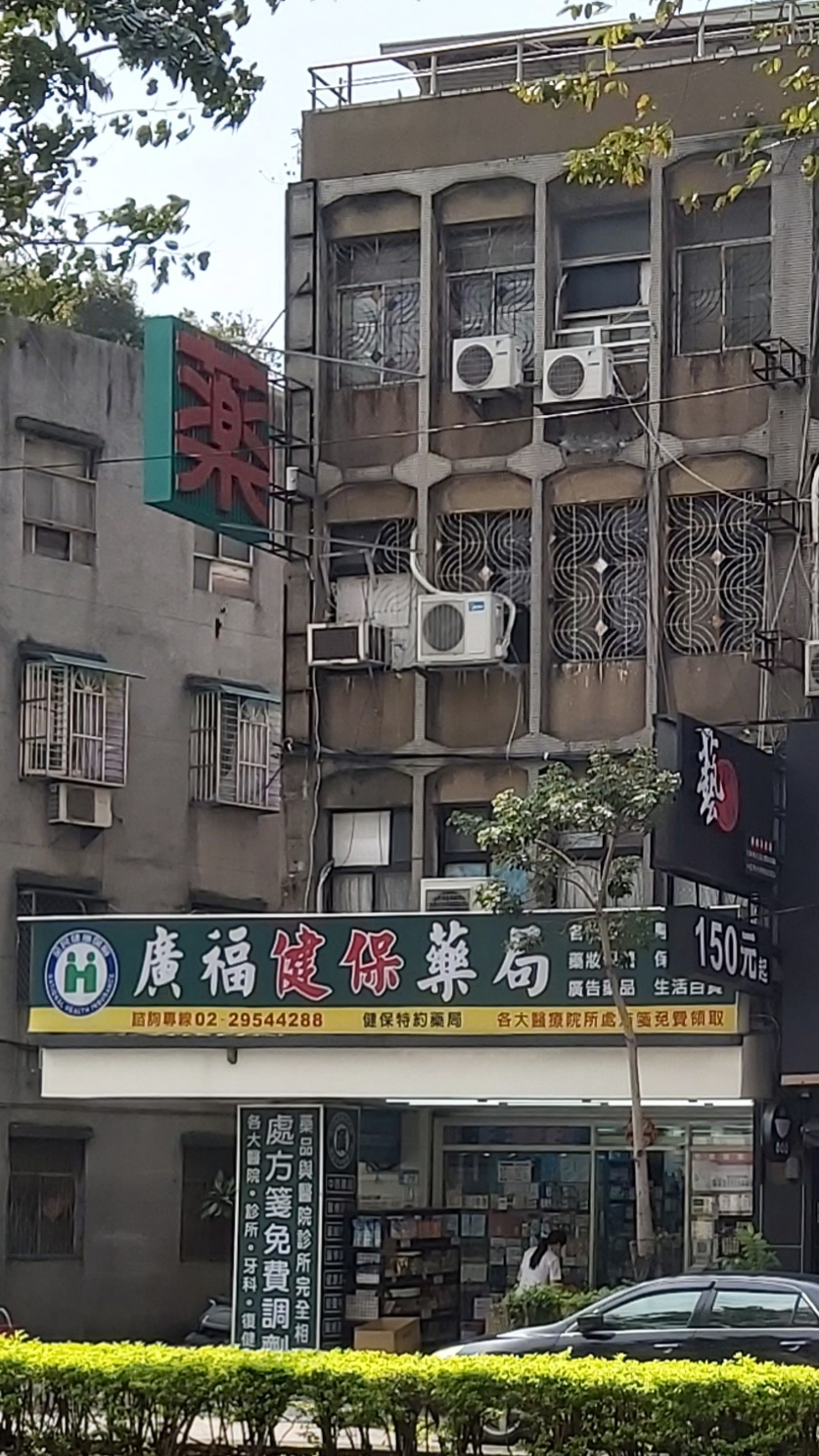
臺灣一間健保特約藥局

西藥房（英語：pharmacy），又名藥房、藥局，是藥師或藥劑生親自主持，依法執行藥品調劑、供應業務之處所，其依法可以兼營藥品零售業務。西藥房相對於中藥店、藥材鋪，後者由中醫師或中藥師主理，而西藥房則由藥劑師主理。在許多國家或地區，只有那些有藥劑師駐店及領有藥房牌照的藥店才可以稱為藥房。
許多國家或地區的法例規定，西藥房出售某些藥物時，必須由註冊藥劑師在場監管，例如需醫生處方的處方藥，因為有些西藥如果被不適當使用，有可能對使用者造成危險，必須有藥劑師的專業判斷以決定是否適宜售予顧客，及由藥劑師指導使用。如果藥劑師放假或下班，該西藥房不可以出售那些藥品。

## 香港

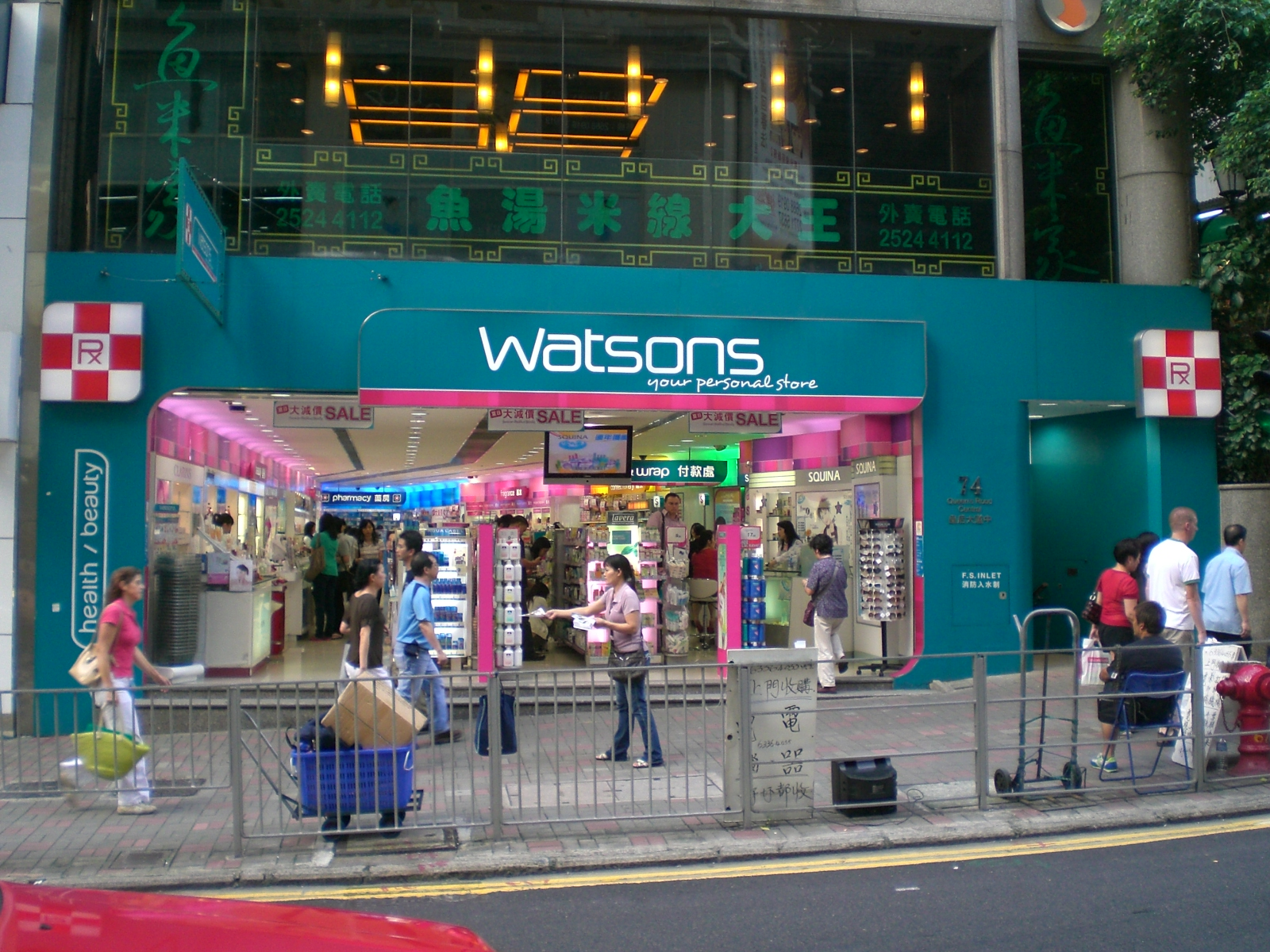
香港的藥房，門外有紅白標誌及「℞」符號，代表獲得政府註冊

香港法例規定，只有註冊藥劑師當值的才可稱為藥房並售賣處方藥物，門口有紅白標誌及「℞」符號；其他藥店或藥坊（正式名稱為藥行）仍可售賣法例容許的其他藥物。而藥房及藥行皆可售賣其他雜貨如洗髮水、廁紙、奶粉之類。

## 相關
- 藥物
- 藥品
- 藥師
- 藥廠
- 醫院
- 處方